# زلاتكو ساراتشفيتش
زلاتكو ساراتشفيتش (بالكرواتية: Zlatko Saračević)‏ مواليد 5 يوليو 1961 في بانيا لوكا، يوغوسلافيا، هو لاعب كرة يد كرواتي سابق تحول إلى التدريب بعد الاعتزال. مثل كل من منتخب يوغوسلافيا لكرة اليد ومنتخب كرواتيا لكرة اليد ومنتخب البوسنة والهرسك لكرة اليد. شارك في دورة الألعاب الأولمبية الصيفية سنة 1988. حقق المركز الأول في بطولة العالم لكرة اليد للرجال 1986.

## الإنجازات
- بطولة يوغوسلافيا لكرة اليد : 1980-1981
- الدوري الفرنسي لكرة اليد (2): 1990-91، 1992–93
- الدوري الكرواتي لكرة اليد (3): 1997-98، 1998–99، 1999-00
- دوري أبطال أوروبا لكرة اليد الوصافة (2): 1998، 1999
- الدوري المجري لكرة اليد (2): 2000-01، 2001–02

## روابط خارجية
- زلاتكو ساراتشفيتش على موقع الاتحاد الأوروبي لكرة اليد (الإنجليزية)
- زلاتكو ساراتشفيتش على موقع أوليمبيديا (الإنجليزية)